# Rugby à XIII en fauteuil roulant
Pour les articles homonymes, voir Rugby en fauteuil roulant.
Le rugby à XIII en fauteuil roulant (Wheelchair Rugby League en anglais) est une pratique de rugby en fauteuil inventée en 1999 par le Français Wally Salvan. Basée sur les spécificités du « rugby foulard »  (tag rugby dans les pays anglo-saxons), chaque joueur porte deux rubans (ou tags en anglais) sur les épaules pour remplacer les plaquages.
Cette pratique peut être considérée comme la plus proche du sport dont elle est dérivée : elle se joue avec un « vrai » ballon de rugby, et les passes se font vers l'arrière. 
Le terrain comporte également des lignes de but et des poteaux, et c'est également un sport où on marque des « essais » que l'on peut « transformer », non pas en tapant dans le ballon avec le pied, mais avec la main. 
Les équipes peuvent être mixtes. 

## Histoire
C'est en France et  en 1999, dans le cadre de la préparation du Téléthon,  que germe l'idée de ce sport totalement « inclusif ». Le but est de faire jouer sur un même terrain  des personnes handicapés physiques ou valides, homme ou femme, de tous âges et de tous horizons. 
Trois équipes sont alors créées  de toutes pièces, une à Vichy, une à Roanne et une à Beauvais. Un mini tournoi est alors organisé dans le cadre du Téléthon. 
Les règles appliquées sont celles du « flag rugby à 13 ».
Sur un terrain de handball,  6 joueurs sont répartis et jouent avec un véritable ballon de rugby.  Le placage est remplacé par le fait d'attraper le Flag  (ou drapeau) sur le bras de l'adversaire qui tient le ballon ;  un tenu est joué et le jeu peut reprendre sur chaque possession de balle par une équipe,  5 tenus sont possibles, le 6e étant un tenu de transition au terme duquel  la balle est rendu à l'adversaire. L'essai est marqué en passant la ligne d'essai, les transformations sont à l'époque faites à l'aide du poing fermé avec en guise de Tee, un tuyau en PVC de descente de chéneau, qui sera ensuite amélioré au fil des années par les différentes équipes.
C'est en 2004 que nombre d'équipes du sud de la France « rejoignent  l'aventure » , notamment les Dragons Catalans Handy rugby, les Diables cadurciens et les pandas de Montauban.

## Compétitions

### Coupe du monde
La première coupe du monde, en Australie, a été remportée en 2008 par l'Angleterre. La seconde édition, en Angleterre, a été remportée en 2013 par la France. Victoire de la France encore une fois, face à l'Angleterre.
| Édition | Champion   | Score   | Finaliste  | Nation hôte |
| ------- | ---------- | ------- | ---------- | ----------- |
| 2008    | Angleterre | 44 – 12 | Australie  | Australie   |
| 2013    | France     | 44 – 40 | Angleterre | Angleterre  |
| 2017    | France     | 38 – 34 | Angleterre | France      |
| 2021    | Angleterre | 28 – 24 | France     | Angleterre  |

### Championnats nationaux
Ils se développent dans certains pays comme la France. La France dispose ainsi, fin des années 2010, d'un championnat de six clubs; certains issus de villes considérées comme « treizistes »  (Perpignan, Avignon, Roanne) mais aussi de villes comme Saint-Jory, Montauban, et Bidart (club  « Aingirak »). En 2019, un club de Saint-Omer-en-Chaussée, « les Grizlzys », ville des Hauts-de-France, est pressenti pour rejoindre également ce championnat. Les résultats de ce championnat sont donnés par le magazine Midi-Olympique, dans son édition « rouge » qui parait le lundi.
Fin des années 2010, le Championnat de France comporte deux divisions avec un mécanisme de relégation-promotion  : l’Élite 1 et L’Élite 2 . En Élite 2 c'est un club de l'Ain, les Dahus d'Arbent, qui remporte le titre en 2019.

## Pratique du rugby à XIII en fauteuil roulant

### Règles
- Utilisation d'un ballon de rugby
- Le ballon ne peut être passé qu'en arrière
- 5 tenus